# Maike Villero
Maike Julio Villero Faríñez (Caracas, Venezuela; 28 de enero de 2001) es un futbolista venezolano que juega como centrocampista en el Yaracuyanos Fútbol Club de la Primera División.

## Trayectoria
Villero se formó en las inferiores del Atlético Venezuela y debutó en la primera división el 8 de marzo de 2020 ante Estudiantes de Mérida.
En marzo de 2022, el centrocampista fue cedido al Philadelphia Union II de Estados Unidos, préstamo que fue extendido en la temporada 2023.

## Estadísticas
Actualizado al último partido disputado el 15 de mayo de 2023.
| Club                                 | Div.          | Temporada     | Liga  | Liga  | Copas nacionales | Copas nacionales | Copas internacionales | Copas internacionales | Total | Total |
| Club                                 | Div.          | Temporada     | Part. | Goles | Part.            | Goles            | Part.                 | Goles                 | Part. | Goles |
| ------------------------------------ | ------------- | ------------- | ----- | ----- | ---------------- | ---------------- | --------------------- | --------------------- | ----- | ----- |
| Atlético Venezuela · Venezuela       | 1.ª           | 2020          | 14    | 0     | —                | —                | —                     | —                     | 14    | 0     |
| Atlético Venezuela · Venezuela       | 1.ª           | 2021          | 17    | 1     | —                | —                | —                     | —                     | 17    | 1     |
| Atlético Venezuela · Venezuela       | Total club    | Total club    | 31    | 1     | 0                | 0                | 0                     | 0                     | 31    | 1     |
| Philadelphia Union II Estados Unidos | 3.ª           | 2022          | 9     | 0     | —                | —                | —                     | —                     | 9     | 0     |
| Philadelphia Union II Estados Unidos | 3.ª           | 2023          | 6     | 1     | —                | —                | —                     | —                     | 6     | 1     |
| Philadelphia Union II Estados Unidos | Total club    | Total club    | 15    | 1     | 0                | 0                | 0                     | 0                     | 15    | 1     |
| Total carrera                        | Total carrera | Total carrera | 46    | 2     | 0                | 0                | 0                     | 0                     | 46    | 2     |